# Химн на Полша
„Мазурка на Домбровски“ (на полски: Mazurek Dąbrowskiego) е полският национален химн. Написан е от Юзеф Вибицки в град Реджо нел'Емилия, Италия през юли 1797 г.
Първоначално е песен на полските легиони в служба на Наполеон и е посветен на Ян Хенрик Домбровски, организатор на легионите. Скоро след създаването ѝ песента достига Полша и се възприема като национален химн.
Песента е преведена на някои неславянски езици и се пее известно време като революционна песен в Германия, Унгария и други страни.
| Текст на полски                                                                                       |
| --- |
| Jeszcze Polska nie zginęła, Kiedy my żyjemy. Co nam obca przemoc wzięła, Szablą odbierzemy.           |
| Marsz, marsz, Dąbrowski, Z ziemi włoskiej do Polski. Za twoim przewodem Złączym się z narodem.        |
| Przejdziem Wisłę, przejdziem Wartę, Będziem Polakami. Dał nam przykład Bonaparte, Jak zwyciężać mamy. |
| Jak Czarniecki do Poznania Po szwedzkim zaborze, Dla ojczyzny ratowania Wrócim się przez morze.       |
| Już tam ojciec do swej Basi Mówi zapłakany – Słuchaj jeno, pono nasi Biją w tarabany.                 |

## История на химна
Текстът на химна е написан от Юзеф Вибицки, но авторът на мелодията, създадена по мотиви на народна мазурка (и по-точно мазур) остава неизвестен. Първоначално се е смятало, че е композирана от княз Михаил Клеофас Огински (създател на полонезата „Сбогом на Отечеството“), но по-късно архивни материали опровергават тази теза и до днес най-често музиката на химна се определя като „народна мелодия“.

Не е известна точната дата и обстоятелствата около написването на химна, както и около първото му изпълнение. Според Войчех Подгурски това се случва:
| „ | ...между 16 и 19 юли 1797 – под влияние на първото вълнение, обзело Вибицки при гледката на полските униформи, орли и знамена – са създадени строфите на войнишкото признание на вярата: Полша още не е умряла | “ |

.

На подобно мнение е и Ян Пахонски, както и други изследователи. Според Бронислав Билински обаче песента би трябвало да е създадена по-рано – между 10 и 15 юли, като доказателство за това е твърдението на Войчех Совински, според когото:
| „ | ...на специално събрание на легионерските старейшини в Реджо през юли 1797 г. в настроение на радостно очакване Вибицки изпя „Песента“ | “ |

.
Според Бронислав Билински това събрание вероятно се е провело на 14 или 15 юли – на годишнината от падането на Бастилията, следователно песента трябва да е била създадена по-рано.
Не е известен и моментът на първото публично изпълнение на мазурката на улиците на Реджо. Според Юлиуш Уилям това се е случило на 16 юли, по време на парада, а според други изследователи – на 20 юли, когато по повод сбогуването с легионите в града генерал Домбровски засажда на площад Пиколо в Реджо символично дърво на свободата. Възможно е първият изпълнител да е бил самият Вибицки, изпълнил песента сам или с група войници. Знае се обаче със сигурност, че още със самото си създаване песента придобива голяма популярност и войниците я изпълняват с огромно желание.
На 29 август 1797 г. ген. Домбровски изпраща от Болоня следното до автора на текста: „Войниците приемат твоята песен с все повече ентусиазъм.“ .
В началото на 1798 песента вече е известна във всички части на окупирана Полша. Текстът е публикуван за първи път в Мантуа през февруари 1799 г. във вестник „Десетилетие на легиона“ („Dekada Legionowa“). Пята е по време на триумфалното влизане на ген. Домбровски и ген. Вибицки в Познан на 3 ноември 1806 г., по време на Ноемврийското въстание (1830) и на Януарското въстание (1863), пеят я поляците от Великата емиграция, по време на революцията през 1905, през Първата и Втората световна война. Текстът е преведен от поети, които са солидарни с воюваща Полша и е познат на 17 езика, между които: немски, френски, английски, руски, унгарски, хърватски, македонски, сръбски, словашки, литовски и жемайтийски. По време на Пролетта на народите (1848) Мазурката на Домбровски се пее по улиците на Виена, Берлин и Прага, където е особено популярна. Използва се и в различни музикални произведения. Пръв го включва в своя композиция Карол Курпински, който през 1821 г. композира фуга за пиано (орган) по тази тема. Фугата е изпълнена под диригентството на автора на 1 януари 1831 г. от оркестъра на Варшавската опера. Рихард Вагнер използва мелодията на мазурката в увертюрата „Полония“, композирана след падането на Ноемврийското въстание. Играна е под немска окупация по време на Втората световна война, когато е забранено да се свири полският национален химн. Музиката на химна е използвана в променена форма в нацисткия пропаганден филм „Завръщане в родината“ (Powrót do ojczyzny) (Heimkehr).
Докато се популяризира, песента придобива различни форми според различните обстоятелства, при които се пее – понякога в рефрена името на Домбровски се заменя с името на друг генерал. По време на Ноемврийското въстание става популярен Мазурек на Скшинецки, по време на Първата световна война сред полските легиони се пее Мазурка на Пилсудски. По време на януарското въстание е създадена версия с друга мелодия, известна като Марш на Чаховски, а по време на Втората световна война полските войници пеят тази версия с рефрен „Марш, марш, Шикорски“.
С мелодията на полския химн в Силезия се пее популярната патриотична песен „Отдавна нашата любима Силезия...“ по текст на силезийския поет и писател Константин Дамрот.

## Влиянието на полския химн върху други народни песни
Полският национален химн става прототип на други славянски химни и песни. Словаците пеят: Hej, Slováci, ešte naša slovenská reč žije. Автор на текста, създаден през 1834 г. е Само Томашик (Samo Tomášik), лютерански пастор. Заглавието по-късно е сменено от чехите на Hej, Slované. Песента става песен на всички славяни след Славянския конгрес, проведен през 1848 година в Прага. Лужичаните имат песен Hišće Serbstwo njezhubjene, написана от Хандридж Зейлер през 1845 г. по образец на Мазурка на Домбровски, а хърватите песента Još Hrvatska ni propala (Хърватия още не е умряла) от 1833 г., чийто автор е Фердинанд Ливадич. Текстът на украинския национален химн от 1863 година, започващ с думите Ще не вмерла Україна (Още не е умряла Украйна), е пореден пример как полската освобожденска песен, която по-късно се превръща в национален химн, хвърля лъчите си върху другите славянски народи.

## Анализ на текста
Първият стих на химна е препратка към последната подялба на Полша и представлява израз на патриотизъм и на вярата, че поляците ще извоюват своята независимост.
След III подялба на Жечпосполита голяма част от полските войници емигрира във Франция и Италия. През януари 1797 генерал Ян Хенрик Домбровски по споразумение с правителството на Ломбардската република създава Полските легиони. В рефрена авторът, който е участник в създаването на легионите, изразява надеждата си да се върне в Полша под командването на ген. Домбровски.
Надеждата на легионерите да се върнат в Полша е свързана обаче с битките, водени под командването на генерал Наполеон Бонапарт, който по онова време вече се радва на военните си успехи в северна Италия, а няколко години по-късно управлява Франция.
Във втория куплет (който е трети в ръкописа на Вибицки) авторът изразява убеждението си, че с помощта на Бонапарт войниците ще могат си върнат независима Полша.
Третият куплет (втори в оригиналния ръкопис) се отнася за Стефан Чарнецки, полски командир по време на шведския потоп през XVII век.
В оригиналния ръкопис на Вибицки има четвърти куплет, който липсва в съвременния химн. В този куплет авторът казва, че единственото условие, за да се защитят от двамата най-големи поробители – Прусия и Русия, е общонародното съгласие.
Четвъртият куплет (пети в ръкописа) представя на намиращите се в емиграция легионери образът на останалите в родината поляци, които се вслушват да чуят победните барабани на приближаващите полски войски.
В шестия куплет (в ръкописа) Юзеф Вибицки пише за Тадеуш Кошчушко, командира на победата от битката край Рацлавице по време на въстанието през 1794 г. Изразява и вярата си в Божието провидение.
Текстът на Песента на полските легиони в Италия призовава в съзнанието възвишени събития от историята на полската армия и на съвременните военачалници, на които се уповава надеждата да се върнат в родината и да извоюват независимостта на Полша.

## Допускани грешки
Случва се да се пее ...póki my żyjemy... (…докато сме живи..) В ръкописа на Вибицки и в официално утвърдения текст на химна формата е ...kiedy my żyjemy... (…когато сме живи…) и само тази форма е оригинална и правилна. Йежи Бралчик обаче счита, че е необичайно да се съчетават глаголите от свършен вид („zginęła“, „umarła“/“загинала“, „умряла“) с несвършения („żyjemy“/“живеем“) с помощта на „kiedy“/“когато“. Би трябвало да бъде „żyje, kiedy my żyjemy“/“живее, когато ние сме живи“ и още по-добре „żyje, póki my żyjemy“/“живее, докато ние живеем“. (…)“.
Друга грешка е пеенето на две равни ноти (две осмини) на мястото, където първата трябва да бъде три пъти по-дълга от втората (осмина с точка и шестнайсетина). Осмина с точка и шестнайсетина е ритъмът, който съвпада със сричките „Je-szcze“; „Nie zgi“ (първата сричка от думата „zginęła“); „Kie-dy“; „Co nam“; „przemoc“; „szablą“; „Z zie-mi“.

## Изпълнение на химна
Националният химн се изпълнява публично най-вече при тържествени събития и национални празници. По време на изпълнението му е задължително да се спазва спокойно и сериозно поведение. Лицата, които присъстват на изпълнението или на пускането на запис на химна трябва да останат в положение, което изразява уважение, мъжете в цивилно облекло да свалят шапки, а тези които са с униформа, включваща шапка и не са организирана група – отдават чест. Подразделенията със знамена изразяват почит като накланят знамето. Поведението на униформените лица, които са част от организирана група е определено въз основа на закона за герба, цветовете и химна, както и за държавните печати на Република Полша. Химнът трябва да бъде изпълняван на живо или пускан на запис при условия, осигуряващи му необходимата почит и уважение. Забранява се изпълнението му с променена мелодия или текст.

## Защита на химна
Нарушението на законовите предписания за химна на Република Полша представлява нарушение и може да бъде наказано с арест или глоба. Съществуването на правна защита за химна произтича пряко от Конституцията на република Полша (чл. 28).